# Guananos
Els guananos, kotíriâ o decosirumara són una ètnia indígena que habita a banda i banda del riu Vaupés en el departament colombià de Vaupés i l'estat de l'Amazones (Brasil). Segons el cens del 2005 hi havia 1.306 individus a Colòmbia. Al Brasil hi ha uns 500 al municipi de São Gabriel da Cachoeira.

## Economia
Pesquen diferents espècies de peixos, amb diferents classes de paranys que fabriquen i també amb xarxes, arc i fletxa o amb candelera. Construeixen grans canoes i troncs buidats i són excel·lents navegants. Cacen amb escopeta o sarbatana i també amb paranys per a capturar ocells o rosegadors i amb un enganxant ñimi di que extreuen del fruit wosokü, al qual queden adherides alguns ocells, en parar-se sobre ell. Practiquen la agricultura itinerant, establint chagras mitjançant el mètode de tomba i crema, en les quals domina el cultiu de iuca amarga, al costat del de diverses espècies.

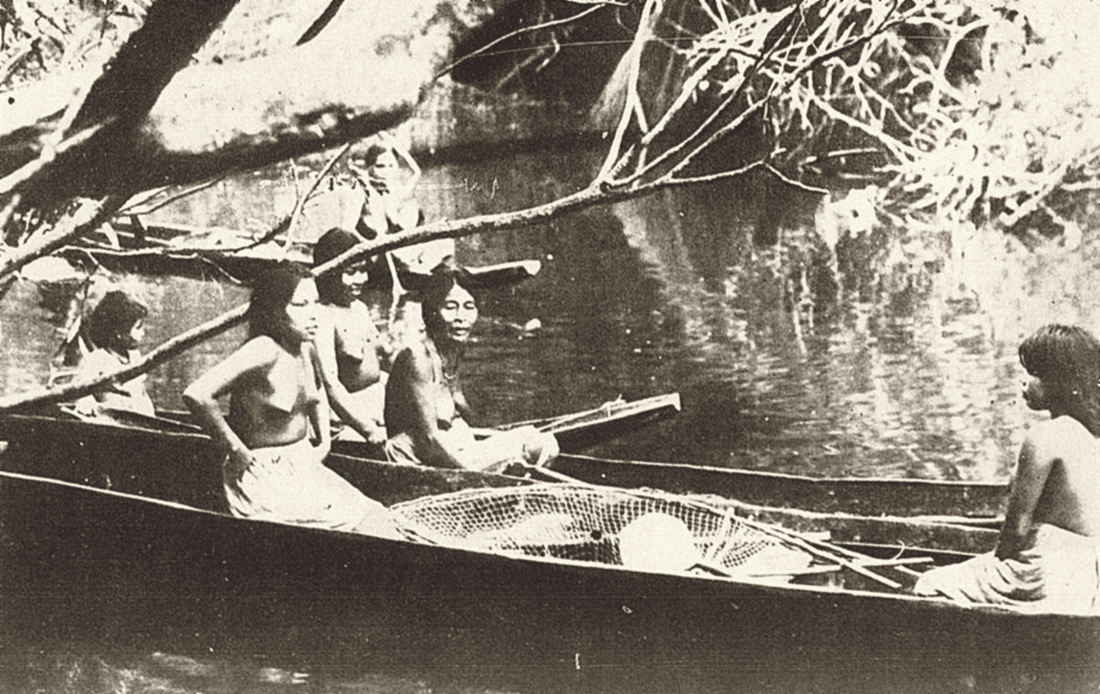
Dones guananes pescant al riu Timbó, 1933.

Celebren les collites amb la festa del dabucuri i a més realitzen el "ball del bixa" bhusiobasa.

## Llengua
La seva pròpia llengua pertany a la branca oriental de la família tucano. Parlen diverses llengües, ja que l'exogàmia que practiquen rigorosament, els imposa casar-se amb una parella de diferent origen ètnic i el seu sistema social integra a diferents ètnies o fratries, tucano orientals.

## Creences
També té una forma particular de construir el seu coneixement tenint com a base l'entorn natural, de manera col·lectiva, bàsicament per a la subsistència del grup, en matèries com: coneixement propi, medicina tradicional, cultius i cicles entre d'altres, des dels seus orígens tenen un territori delimitat, que encara es guarden en la memòria de els, segons la creació de la "gent aigua" (kotiria massa).

## Història
Els jesuïtes van ser els primers a obrir-se camí a la zona que avui habiten els guananos. A finals de la dècada de 1700 van establir la seva base a São Gabriel da Cachoeira. Les expedicions missioneres juntament amb el reassentament van continuar al llarg dels anys 1900. Es van establir internats en assentaments més grans com São Gabriel i els nadius van ser enviats a estudiar-hi (Stenzel 2004, 28). Els missioners anaven als pobles i animava els pobles indígenes a abandonar les seves creences i practicar el cristianisme, juntament amb parlar portuguès.
La primera documentació del poble wanano va venir del naturalista Alfred Wallace durant la seva expedició de 1852 al llarg del riu Vaupés. (Stenzel 2004, 29). Més tard, el 1904, l'etnòleg alemany Theodor Kock-Grünberg va realitzar investigacions a la regió de Wanano. Va observar les seves interaccions amb altres grups indígenes, incloses cerimònies que incloïen pràctiques de dansa i enterrament. (Stenzel 2004, 29). Alguna cosa que Stenzel ha assenyalat en la seva investigació que és un detall important a incloure és que els guananos són molt multilingües (Stenzel 2004, 31).